# (82602) 2001 OK96
2001 أو كي 96 (ويعرف أيضًا باسم (82602) 2001 أو كي 96 وفق تسمية الكوكب الصغير) (بالإنجليزية: 2001 OK96)‏ هو كويكب ضمن حزام الكويكبات؛ وترتيبه 82602 من حيث الاكتشاف.
اكتُشف هذا الجُرم الفلكي بواسطة تعقب الأجرام القريبة من الأرض في 23 يوليو 2001.

## وصلات خارجية
- (82602) 2001 OK96 في قاعدة بيانات مختبر الدفع النفاث لأجرام النظام الشمسي الصغيرة

- الاكتشاف · مخطط المدار ·  العناصر المدارية · المعلمات المادية

- (82602) 2001 OK96 على موقع ويكي سكاي: DSS2, SDSS, GALEX, IRAS, Hydrogen α, X-Ray, Astrophoto, Sky Map, Articles and images